# Savanne SC
Savanne FC is een Mauritiaanse voetbalclub uit de stad Souillac. De voetbalclub werd opgericht in 2000.
Ze wonnen nog nooit de Mauritian League, maar wel al 2 keer de Beker van Mauritius, in 2003 en 2004.

## Palmares
- Beker van Mauritius: 2

2003, 2004